# Didier Cuche
Didier Cuche (n. 16 august 1974, Le Pâquier⁠(d), cantonul Neuchâtel, Elveția) este un schior alpin ce a reprezentat Elveția, medaliat olimpic. A participat la 4 ediții ale Jocurilor Olimpice (1998, 2002, 2006, 2010) în care a câștigat o medalie de argint.